# Ковач, Джо
Джозеф Матиас Ковач (англ. Joseph Mathias Kovacs; род. 28 июня 1989, Бетлехем, Пенсильвания) — американский толкатель ядра, трехкратный серебряный призёр Олимпийских игр (2016, 2020 и 2024), двукратный чемпион мира (2015 и 2019).

## Биография
Родился в Бетлехеме, однако вырос в городе Назарет, штат Пенсильвания. Его отец Джозеф Ковач имеет венгерские корни, он умер, когда Джо Ковачу было всего 7 лет. Воспитанием Джо занималась мать Джоанна. Толканием ядра он увлёкся во время учёбы в школе. Выпускник Университета штата Пенсильвания 2012 года по специальности "Экономика и инженерия нефти и газа.
На чемпионате мира 2015 года в Пекине Ковач выиграл золото с результатом 21.93 м, чемпион мира 2011 и 2013 годов Давид Шторль отстал на 19 см.
На Олимпийских играх 2016 года Ковач занял второе место с результатом 21,78 м, чемпионом с олимпийским рекордом стал Райан Краузер (22,52 м).
На чемпионате мира 2019 года в Дохе борьба в толкании ядра была одной из наиболее захватывающих в истории крупнейших соревнований. Ковач вырвал победу в последней попытке финала, установив рекорд чемпионатов мира, личный рекорд и показав лучший результат сезона в мире — 22,91 м. Райан Краузер отстал на 1 см, установив личный рекорд, а новозеландец Томас Уолш также показал 22,90 м (рекорд Океании), но остался третьим.
На Олимпийских играх 2020 года неожиданно с трудом прошёл квалификацию (20,93 м), но затем в финале подтвердил свой уровень и результатом 22,65 м стал вторым после Райана Краузера (23,30 м).
В 2023 году на чемпионате мира по лёгкой атлетике в Будапеште Ковач стал третьим в толкании ядра с результатом 22,12 м. Чемпионат мира в Будапеште стал пятым подряд, на котором Ковач завоевал медаль в толкании ядра.

## Достижения

### Бриллиантовая лига
- Shanghai Golden Grand Prix 2014 — 21,52 м (2-е место)[7]
- Prefontaine Classic 2014 — 21,46 м (2-е место)[8]
- Бислеттские игры 2014 — 21,14 м (1-е место)
- Prefontaine Classic 2015 — 22,12 м (1-е место)
- Adidas Grand Prix 2015 — 21,67 м (1-е место)
- Herculis 2015 — 22,56 м (1-е место)
- Athletissima 2015 — 21,71 м (2-е место)[9]